# Berliner Zeitung
«Берлинер цайтунг» (нем. Berliner Zeitung — «Берлинская газета») — самая тиражная ежедневная газета региона Берлин-Бранденбург.

## История
Газета основана 21 мая 1945 года и первоначально являлась печатным органом командования Красной армии ВС Союза СССР, а июля того же года — печатным органом Магистрата Берлина. Первым главным редактором был полковник Советской армии Александр Кирсанов. Редакция состояла из советских офицеров, антифашистов и членов Коммунистической партии Германии (КПГ), позже были привлечены и другие журналисты.
В 1953 году «Берлинер цайтунг» была подчинена Центральному Комитету (ЦК) Социалистической единой партии Германии (СЕПГ), но официально не являлась органом окружной организации Социалистической партии. После объединения Германии газета была приобретена издательством Gruner + Jahr.
Планы начала 1990-х годов сделать «Берлинер цайтунг» немецким аналогом Washington Post не увенчались успехом.